# Гиршман, Владимир Осипович
Влади́мир О́сипович Ги́ршман (1867, Москва — 1936, Париж) — русский предприниматель, коллекционер и меценат.

## Биография
Владимир Гиршман родился в Москве 26 августа 1867 года[по какому календарю?] в еврейской купеческой семье. Его родители — купец первой гильдии Иосиф Шимон-Ицикович (Осип Семёнович) Гиршман (1839—1905) и Шарлотта Тецнер (1843—1925) — приехали в Москву из Гольдингена Курляндской губернии. В Москве отец выкупил производственные корпуса спичечной фабрики «Д. Высоцкий и Ко»  и основал в 1894 году в Колюбакине игольную фабрику и торговый дом «И. Гиршман и сыновья». В 1865 году купец первой гильдии Иосиф Гиршман с семьёй проживал в доме М. В. Воейковой на Ильинке, кв. 3.
Окончил Московскую Практическую академию коммерческих наук. В наследство от отца ему досталась иголочная фабрика «Гиршман С. и сыновья» в селе Колюбакино Рузского уезда Московской губернии. При Владимире Гиршмане на фабрике стали производить иголки всех систем, чулочные спицы, рыболовные крючки. В 1890-х годах Гиршман занялся коллекционированием современной русской живописи и старинной мебели.
В коллекции Гиршмана было множество картин известных русских художников: М. А. Врубеля («Демон сидящий»), В. Э. Борисова-Мусатова («Гобелен»), А. Н. Бенуа («Прогулка короля»), А. М. Васнецова («На берегах Днепра»), М. В. Добужинского («Двор», «Уголок Петербурга», «Кукла», «Окно в парикмахерской»), К. А. Коровина («На Кавказе. Сидящие горцы», «На Оке», «В мастерской художника», «Бумажные фонари»), Б. М. Кустодиева («Праздник в деревне»), В. А. Серова («Крестьянский дворик», «Портрет итальянского певца Франческо Таманьо»), К. А. Сомова («Портрет Н.Ф. Обер», «Поэты», «Пейзаж», «Заросший пруд», «На балконе», «Дама в розовом платье», «Спящая молодая женщина», «Портрет М.А. Кузмина»). В коллекции Гиршмана были также портреты его самого и членов его семьи. Помимо живописи Гиршман собирал также антикварную мебель, в его коллекции было 373 предмета. Коллекция Гиршмана размещалась в его особняке на в Мясницком проезде, дом 6 (особняк не сохранился).
В. О. Гиршман был избран в Париже пожизненным членом «Осеннего салона». Он являлся одним из основателей «Общества свободной эстетики» (1906—1917). Занимался организацией посмертной выставки произведений В. А. Серова в Москве в 1915 году.
После Февральской революции 1917 года Гиршман вступил в «Союз деятелей московских художественных хранилищ», а в 1918 году стал его председателем. В 1918 году в особняке Гиршмана было создано хранилище Музейного фонда. Его коллекция была национализирована в начале 1919 года, картины и мебель передали различным музеям.

### В эмиграции
В 1918 году Гиршман эмигрировал в Лондон, позднее переехал в Париж. Там он владел антикварным и художественным салоном, где периодически проходили выставки русских живописцев. В 1919 году в особняке Гиршмана был открыт первый государственный музей мебели, в следующем году переведённый в Александринский дворец в Нескучном саду.
Скончался в Париже 11 ноября 1936 года. Похоронен на кладбище Батиньоль.

## Семья
- Жена (с 1903 года): Генриетта Леопольдовна Гиршман (урождённая Леон; 1885, Санкт-Петербург — 1970, Ницца), художник, коллекционер, дочь петербургского купца первой гильдии Леопольда Фёдоровича Леона (1845—1902)[3][4]. В эмиграции в США работала секретаршей Бостонского симфонического оркестра и личным секретарём дирижёра оркестра С. А. Кусевицкого.
  - Дочь: Екатерина (1905—1910), умерла ребёнком.
  - Сын: Андрей Владимирович Харлей (англ. Andre Harley, 1910—1978), киножурналист, в эмиграции в США — предприниматель. С 1946 года был женат на Наталье Абрамовне Гурвич.
- Брат: Сергей Осипович Гиршман (1873—?), промышленник, возглавлял торговый дом «И. Гиршман и сыновья» после ухода отца на пенсию[что?][когда?]

.
- Сестры:
  - Мария (в замужестве Бурхардт, 1871—1956), вышла замуж за Эрнста Бурхардта (1856—1928)[5];
  - Аннет (Сара, в замужестве Блох; 1869—1951),
  - Елизавета (в замужестве Белова, 1875—1933) и
  - Амалия (в первом браке Швейцер, во втором Полякова; 1877—1948), жена банкира Якова Соломоновича Полякова (1832—1909).